# Benedetto Lorenzelli
Benedetto Lorenzelli, italijanski rimskokatoliški duhovnik, škof in kardinal, * 11. maj 1853, Badi, † 15. september 1915.

## Življenjepis
1. aprila 1876 je prejel duhovniško posvečenje.
30. maja 1893 je bil imenovan za apostolskega internuncija v Belgiji in 1. oktobra 1896 za apostolskega nuncija. 30. novembra istega leta je bil imenovan za naslovnega nadškofa Sardesa in 8. decembra 1876 je prejel škofovsko posvečenje.
Med 10. majem 1899 in 31. julijem 1904 je bil apostolski nuncij v Franciji.
14. novembra 1904 je bil imenovan za nadškof Lucce; s tega položaja je odstopil 29. aprila 1910.
15. aprila 1907 je bil povzdignjen v kardinala in imenovan za kardinal-duhovnika S. Croce in Gerusalemme.
13. februarja 1914 je postal prefekt Kongregacije za študije.